# Hiéville
Hiéville település Franciaországban, Calvados megyében. Lakosainak száma 324 fő (2018. január 1.). Hiéville Boissey, Bretteville-sur-Dives, Mittois, Saint-Pierre-sur-Dives, Thiéville és L’Oudon községekkel határos.

## Népesség
A település népességének változása:
| Lakosok száma | 243  | 248  | 265  | 259  | 253  | 281  | 271  | 271  | 332  | 324  |
|               | 1968 | 1975 | 1982 | 1990 | 1999 | 2011 | 2013 | 2015 | 2017 | 2018 |